# Cuballing
Cuballing è una città situata nella regione di Wheatbelt, in Australia Occidentale; essa si trova 177 chilometri a sud-est di Perth ed è la sede della Contea di Cuballing.
Il nome della città ha origini aborigene e se ne trova traccia per la prima volta in un contratto del 1868 relativo ad un vicino stagno. Negli anni successivi l'insediamento crebbe fino ad essere una delle principali stazioni lungo la Great Southern Railway, la principale ferrovia del paese. Tuttavia lo sviluppo della città si bloccò negli venti del secolo scorso, probabilmente a causa delle opportunità lavorative della vicina Narrogin e dopo la fine della Seconda guerra mondiale venne chiusa anche la locale scuola elementare.